# Institut des sciences et techniques des Yvelines
L'institut des sciences et techniques des Yvelines (ISTY) est l'une des 204 écoles d'ingénieurs françaises accréditées au 1er septembre 2020 à délivrer un diplôme d'ingénieur.
C'est l'école d'ingénieurs publique de l'Université de Versailles-Saint-Quentin-en-Yvelines (UVSQ).

## Historique
Cette école créée en 1992 délivre des diplômes reconnus par la Commission des Titres d’Ingénieur (CTI) en informatique, en mécatronique, en systèmes électroniques embarqués et en systèmes numériques pour l'industrie. 
La spécialité informatique date de 1992. 
La spécialité mécatronique a été ouverte à la rentrée 2003, et est proposée en alternance (apprentissage) en partenariat avec le CFA Ingénieurs 2000. 
La spécialité SEE a été ouverte en 2015 et est également proposée en apprentissage en partenariat avec le CFA Mécavenir.
La spécialité Systèmes numériques pour l'industrie a ouvert à la rentrée universitaire 2019.
L’école a deux implantations : l’une à Vélizy-Villacoublay (1300 m2) pour la filière Informatique, l’autre récente à Mantes-la-Ville (5000 m2) pour les autres filières ainsi que pour le cycle préparatoire intégré.

## Formations

### Cycle préparatoire intégré
C'est un cycle de 2 ans permettant à des bacheliers scientifiques d’intégrer l’ISTY à l’issue du baccalauréat. Les disciplines enseignées donnent à l'étudiant les fondamentaux requis pour poursuivre des études d'ingénieurs.

### Cycle ingénieur
L'école propose 4 spécialités :
| Spécialisation                                                                  | Statut des élèves     |
| ------------------------------------------------------------------------------- | --------------------- |
| Informatique                                                                    | étudiant              |
| Mécatronique (en partenariat avec le CFA Ingénieurs 2000)                       | apprenti (alternance) |
| Systèmes électroniques embarqués (en partenariat avec le CFA Mécavenir)         | apprenti (alternance) |
| Systèmes numériques pour l'industrie (en partenariat avec l'ITII Ile de France) | apprenti (alternance) |

- Filière Informatique : elle forme des ingénieurs spécialisés en informatique (options : réseaux, ingénierie des données, management des systèmes d'information) à l'issue d'un tronc commun de trois semestres consolidant leurs connaissances fondamentales.

- Filière Mécatronique : elle forme en alternance par l'apprentissage des ingénieurs spécialisés en intégration de systèmes mécaniques, électroniques et informatiques. Cette formation s'effectue en partenariat avec le CFA Ingénieurs 2000.

- Filière SEE (Systèmes Électroniques Embarqués): L'ingénieur systèmes embarqués s'occupe du processus complet qui permet de concevoir une carte électronique, mais aussi de toute la partie programmation. Il assemble les composants électroniques (microprocesseurs), réalise les schémas, les câblages. Il peut aussi assurer les tests et le suivi de production

- Filière Système Numérique pour la Production Industrielle : « Cette spécialité forme des ingénieurs taillés pour le pilotage de projet de transformation numérique des systèmes de production, de la modélisation à l’impression 3D du produit et son process »[5]

## Recrutement
- Cycle préparatoire intégré (CPI) : l'admission en première année du CPI s'effectue par le concours GEIPI-Polytech ouvert aux élèves de Terminale S (40 places pour l’ISTY). L'admission directe en deuxième année du CPI se fait sur dossier de candidature (après entretien et avis du directeur de l’ISTY) pour les étudiants de CPGE (Math Sup) ou pour les titulaires d’un L1 parcours scientifique ou de toute autre formation équivalente de niveau Bac+1.
- Cycle Ingénieur Informatique

L'admission directe en 1re année du Cycle Ingénieur Informatique s'effectue :
- sur concours commun Archimède ouvert aux élèves des classes préparatoires aux grandes écoles des séries MP, PC, PSI, PT et BCPST
- sur dossier et entretien pour les élèves de DUT, BTS Informatique et L2/L3 scientifique ainsi que pour les candidats étrangers ayant un diplôme équivalent à Bac+2/+3.

L'admission directe en 2e année du Cycle Ingénieur Informatique se fait sur dossier et entretien pour :
- les titulaires d'un Master 1 (informatique ou scientifique) ou équivalent
- les candidats étrangers titulaires d'un diplôme de niveau Bac+4.

- Cycles spécialisés autres qu'informatique :

L'admission se fait à Bac + 2 selon les modalités décrites sur le portail du CFA correspondant (par exemple Ingénieurs 2000 pour Mécatronique)).